# Caponia simoni
Caponia simoni  (лат.) — вид мелких пауков рода Caponia из семейства Caponiidae. Южная Африка: ЮАР.

## Описание
Длина самцов до 5,75 мм. Основная окраска оранжевая. На головогруди развиты все 8 глаз. Имеют только две пары трахей. Ночные охотники, в дневное время прячутся в паутинных убежищах.
Вид Caponia simoni был впервые описан в 1904 году южноафриканским арахнологом Уильямом Фредериком Пурселлом (William Frederick Purcell, 1866—1919, Южноафриканский изико-музей,Кейптаун), основателем аранеологии в ЮАР. Видовое название дано в честь Эжена Симона (Dr. Eugène Louis Simon; 1848-1924), крупнейшего арахнолога, описавшего более 3 тыс видов паукообразных.  Таксон Caponia simoni включён в состав рода Caponia Simon, 1887 (вместе с Caponia abyssinica, Caponia capensis, Caponia chelifera, Caponia braunsi, Caponia hastifera, Caponia karrooica и другими).